# Famille de Boëge
La famille de Boëge est une famille noble d'extraction chevaleresque du Faucigny apparue très probablement au XIIe siècle, seigneur de la vallée de Boëge.
L'héraldiste Amédée de Foras, auteur de l'ouvrage Armorial et nobiliaire de l'ancien duché de Savoie, se proclame comme « son premier généalogiste » et dit qu'elle fut « parmi les plus anciennes races de noblesse immémoriale et chevaleresque de nos provinces ».

## Histoire

### Famille de Boëge
La famille de Boëge appartient à l'entourage des sires de Faucigny et semblent bien implantés dans les différentes vallées appartenant aux Faucigny. Les premières mentions de personnalités de la famille remontent aux environs de 1138 avec Aimon et Pierre qui se trouvent dans plusieurs affaires les opposants aux « abbayes d'Aulps, de Sixt et de Vallon »,. Ainsi le Régeste genevois (1866) relève plusieurs signatures de seigneurs de Boëge dans des documents en liens avec ces différentes abbayes. Dans un acte, à la date non précisée, les deux seigneurs Aimon et Pierre accompagne le baron de Faucigny, Aymon ou Aymar Ier lors de son don à la chartreuse de Vallon, fondée en 1138. En 1151, le chevalier Pierre de Boëge est témoin lors de la fondation, par Aymon Ier Faucigny, de la chartreuse du Reposoir. On le retrouve dans d'autres actes concernant ces monastères, notamment en 1168 en compagnie de Rodolphe de Faucigny. Après 1160, le chevalier Pierre de Boëge est opposé au prieur Ponce de Faucigny, frère d'Aymon Ier. D'autres membres de la famille apparaissent dans différents actes au cours des siècles suivants : Guillaume (1188) ; Albert et Gaufred (après 1197, 1209) ; les frères Willelme (Guillaume) et Pierre (entre autres : 1202, 1218). Un autre Guillaume de Boëge, chevalier, apparait comme témoins dans une huitaine d'actes entre 1221 et 1262.

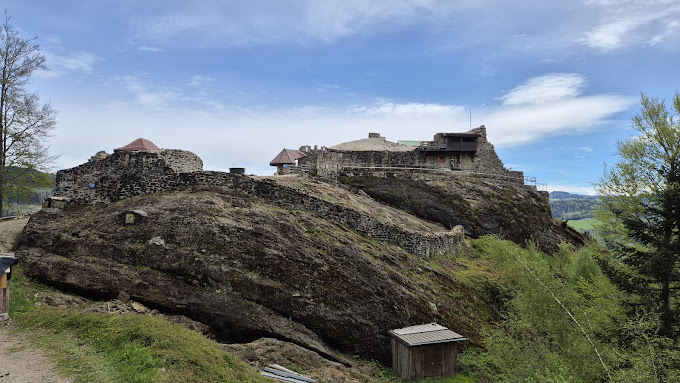
Ruines du château de Rochefort.

Cette famille d'origine chevaleresque trouve son berceau au château de Rochefort, à proximité du village de Boëge d'où elle contrôlait la vallée jusqu'au col de Saxel. Les différentes affaires les opposant aux monastères voisins, de Aulps, Sixt et de Vallon démontrent qu'ils possèdent de nombreuses terres dans les environs.
Le chevalier Pierre de Boëge apparaît dans une reconnaissance avec l'Église, en 1262, en compagnie de plusieurs membres de sa famille, ses fils, Aimon et Jacques, le chevalier Guillaume de Boëge (son père ?), précédemment cité, et les fils de Ponce de Boëge. Un troisième fils de Pierre, Thomas, chanoine, est mentionné dans une confirmation des dons fait par ses frères à la chartreuse de Vallon de 1267. Il passe également un accord avec le prieur de l'abbaye d'Aulps, en 1269. En 1268, il passe une reconnaissance pour sa possession du château de Rochefort, « qui est près de Boëge en la terre de Faucigny », auprès du Dauphin. Il possède aussi la place du marché de Boëge et la halle et les différents paiements liés. Pierre a épousé Léonéte et a cinq fils Jacob, Guillaume, Aimon, Henri et Rodolphe.
Un Étienne de Boëge est mentionné comme ingénieur dans les comptes de Rodolphe de Montmayeur, bailli de Chablais et de Genevois, lors de l'attaque du château de Lullin,.
La famille s'est éteinte au milieu du XVe siècle,. La dernière descendante de la famille, Claudine de Boège, se marie avec un membre de la famille de Rovorée, dont est issue une fille,. Cette dernière apporte en dot l'ensemble des droits et possessions de la famille de Boëge à son mari, Jean de Montvuagnard,.

### Famille de Boëge de Conflens
La branche des Boëge de Conflens semble associer les deux noms vers la fin du XVIe siècle. Antoine de Boëge est héritier de son oncle, Antoine de Conflans, avocat à Annecy, du château de Conflans (1599), et prit le nom d'Antoine de Conflans, dit de Boëge,. Il est par ailleurs bailli du duché de Genevois.
Cette famille s'éteint vers la fin du XVIIIe siècle et les titres et biens passent à la famille Pelly.
La famille de Boëge de Vallières, dite de Chebdal, serait, pour Besson, un rameau de la précédente.

## Héraldique
| Famille de Boëge | Les armes de la famille de Boëge se blasonnent ainsi : Écartelé d'or et d'azur ou D'or, écartelé d'azur,. Devise : "nescit labi virtus". |

La branche de Boëge Conflens semble porter écartelé de Boëge, brisé au second quartier d'un croissant d'argent, et de Conflens, qui est tranché d'hermines et de gueules. On trouve également parti de Boëge et de Conflens.
La branche de Boëge de Vallières porte les couleurs de Boëge, le second quartier brisé d'un croissant d'argent.

## Droits et possessions
La famille de Boëge possède de nombreux biens dans la vallée de Boëge :
- Château de Rochefort, remonte au XIIe siècle et abandonné au XIVe siècle[3],[9] ;

Ils ont également des fiefs dans le haut-Faucigny. Les seigneurs de Boëge possèdent « la leyde sur le grain et le sel apportés aux marchés de Sallanches »,. Ils ont également les droits sur la mestralie de Cluses,.
Les possessions d'Avully de la famille donne naissance à une branche cadette de même que la branche de Conflens (Conflans) :
- château d'Avully, par mariage au XVe siècle et revente en 1499[11] ;
- château fort de Conflans

Des membres de la famille ont été châtelains de :
- Montjoie (1337-1338)[12] ;

## Personnalités
- Guillaume de Boëge, abbé d'Aulps (1197-1226)[13],[14] ;
- Aimon de Boëge, prieur de Contamine-sur-Arve (v. 1354)[15] ;
- Georgie de Boëge, prieure de Mélan (1571)[16] ;
- Jeanne-Louise de Boëge, prieure de Mélan (1575-1586)[16].
- Antoine de Boëge-Conflans, bailli de Genevois (1619-1636)[17]